# Estreito de Hudson

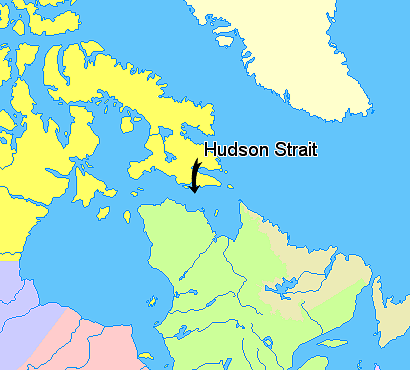
Hudson Strait, Nunavut, Canadá.
Nunavut
Gronelândia
Quebec
Terra Nova e Labrador
Manitoba
Ontario

O estreito de Hudson (62° 00′ N, 70° 00′ O) une o oceano Atlântico e a baía de Hudson no Canadá. Situa-se entre a ilha de Baffin e a costa setentrional do Quebec. Na sua entrada encontram-se o cabo Chidley e a ilha Resolution.
Descoberto pelo explorador Henry Hudson em 1610 a bordo do barco britânico Discovery, foi durante muito tempo tomado pela ambicionada e mítica passagem do Noroeste.